# Gőgös Gúnár Gedeon
A Gőgös Gúnár Gedeon mesekönyv, ami általános iskolák első osztályosainak íródott, az olvasni tanulás segítésére. Lépésről lépésre ismerteti meg az olvasót a kis és nagy betűkkel, illetve az összetett betűkkel. Versek, mondókák, hosszabb-rövidebb mesék gyűjteményét is tartalmazza a kötet.

## Története
Az első kiadás 1962-ben jelent meg a Móra Ferenc Könyvkiadó gondozásában. Már 51 kiadáson van túl. Ahogy az olvasás tanításának módszertana változott, tartalmát is többször átdolgozták. Eredeti égszínkék, kemény táblás kiadásait 1976-tól puha kivitel váltotta fel, majd a nyolcvanas évektől színe fűzöldre változott. 2003 óta ismét kemény táblába kötve jelenik meg, de színe zöld maradt.
A könyv alapjául Varga Katalin fiának készített segédanyagai szolgáltak, aki olvasási nehézségekkel küszködött. Ezt az anyagot a kollégája adta át a Móra Kiadónak, amelyből önálló kötetet állítottak össze. A történetek és karakterek kidolgozásában támaszkodott saját és más gyerekektől szerzett óvodai és iskolai élményeire.
A Móra Könyvkiadó akkori irodalmi vezetőjének eleinte nem tetszett az anyag, mert bugyutának találta, ám a kiadó igazgatónője végül kiadta 1962 karácsonyán.

## Szerzői
A könyvet Varga Katalin írta. A rajzok K. Lukáts Kató munkái, aki az Ablak-Zsiráf című könyv illusztrációit is készítette.

## Hasonló könyvek
- Varga Katalin: Mosó Masa mosodája
- Mérei Ferenc – V. Binét Ágnes: Ablak-Zsiráf

## További információ
- A könyv adatlapja a Molyon